# كورتني هازلت
كورتني هازلت (بالإنجليزية: Courtney Hazlett)‏ هي صحفية أمريكية، ولدت في 2 أكتوبر 1976.